# William Boyle (författare)
William Boyle, född 4 april 1853, död 6 mars 1923, var en irländsk dramatiker.
Boyle verkade först som poet och novellist men fick sitt stora genombrott som dramatisk författare. Han var större delen av sitt liv bosatt i London men skrev sina pjäser enbart för den irländska nationalteatern, The Irish National Theater Society. Bland hans sceniska verk märks debutstycket The building fund (1905), en satirisk komedi med motiv från bondebefolkningens liv i hans hembygd, The eloquent Dempsey (1906), en fars som gisslade de politiska förhållandena på Irland, The mineral workers (1910), som behandlar allvarliga sociala problem hos gruvarbetarna, The lone charme (1911) och Family failing (1912). Boyle var mycket uppskattad på Irland men föga uppmärksammad utanför öns gränser.